# Чемпіонат України з футзалу 2014—2015
Чемпіонат України з футзалу 2014 — 2015 пройшов з 6 вересня 2014 року по 24 травня 2015 року, регулярний чемпіонат закінчився 28 березня. В турнірі брало участь 10 команд.

## Учасники
- Кардинал (Рівне)
- Локомотив (Харків)
- ЛТК (Луганськ)
- Лукас (Кременчук)
- Приват (Кривий Ріг)
- Спортлідер+ (Хмельницький)
- СумДУ (Суми)
- Титан-Зоря (Покровське)
- Ураган (Івано-Франківськ)
- Енергія (Львів)

## Підсумкова турнірна таблиця регулярного чемпіонату
| М  | Команда     | І  | В  | Н | П  | РМ     | О  |
| -- | ----------- | -- | -- | - | -- | ------ | -- |
| 1  | Локомотив   | 18 | 15 | 1 | 2  | 57−18  | 46 |
| 2  | Спортлідер+ | 18 | 12 | 3 | 3  | 83−52  | 39 |
| 3  | ЛТК         | 18 | 11 | 1 | 6  | 48−39  | 34 |
| 4  | Кардинал    | 18 | 10 | 3 | 5  | 68−46  | 33 |
| 5  | Енергія     | 18 | 8  | 5 | 5  | 60−42  | 29 |
| 6  | Ураган      | 18 | 8  | 3 | 7  | 51−37  | 27 |
| 7  | Титан-Зоря  | 18 | 6  | 2 | 10 | 48−57  | 20 |
| 8  | Лукас       | 18 | 6  | 0 | 12 | 61−77  | 18 |
| 9  | СумДУ       | 18 | 2  | 2 | 14 | 35−84  | 8  |
| 10 | Приват      | 18 | 1  | 2 | 15 | 47−106 | 5  |

| 1 | Дмитро Калуков  | Спортлідер+ | 22 |
| 2 | Роман Бакум     | Приват      | 19 |
| 3 | Валентин Цвелих | Лукас       | 18 |
| 4 | Антон Тарасенко | Лукас       | 16 |

## Плей-оф

### Результати ігор плей-оф
Чвертьфінали
9, 18-19 квітня 2015 року
- «Лукас» - «Локомотив» - 2:4 (Лапа, Тарасенко - Д. Бондар, Білоуерківець, Рогачов) , 1:4 (Лапа - Овсянніков, Д. Бондар - 2, Журба)
- «Титан-Зоря» - «Спортлідер+» - 4:1 (Мілінькій - 2, Шеховцев, Ментяник - С. Рибак), 2:2 (Грицовець, Пічкуров - Чуднов, Калуков),(1:2 пен.), 2:6 (Шеховцев, Пічкуров - Педяш - 2, авто - 2, Власович, Калуков)
- «Ураган» - ЛТК - 2:1 (Зварич, Горбатий - Мазний), 0:2 (Кожемяка, Цапов), 1:1 (Зварич - Байцур) (3:1 пен.)
- «Енергія» - «Кардинал» - 3:0 (Федюк - 2, Багряк), 2:2 (Багряк, Павенко - Піддубний, Танський) (8:7 пен.)

Півфінали
25-26 квітня, 2-3, 9 травня 2015 року
- «Спортлідер+» - «Ураган» - 1:0 (С. Рибак), 6:2 (Доманський - 2, Калуков - 4 - Сімка, Горбатий), 2:4 (Доманський, Фетько - Зварич - 2, Цілик, Миколюк), 3:3 (Мартинюк - 2, Михайленко - Лясковський, Цілик, Зварич) (7:8 пен.), 4:4 (С. Рибак - 2, Мартинюк, Доманський - Корсун, Боргун - 2, Лясковський) (2:0 пен.)
- «Локомотив» - «Енергія» - 3:0 (Кісельов, Білоцерківець, Федорченко), 2:1 (Шамлі, Журба - Мик. Грицина), 5:2 (Білоцерківець - 3, Журба. Д Сорокін - Федюк, Кордоба)

Серія за 3-е місце
16-17, 24 травня 2015 року
- «Енергія» - «Ураган» - 2:1 (Багряк, Федюк - Зварич), 3:0 (Мих. Грицина, Кузь - 2) , 5:1 (Кузь, Павленко, Мих. Грицина - 2, Мик. Грицина - Рудавець)

Фінал
16-17, 23 травня 2015 року
- «Локомотив» - «Спортлідер+» - 3:0 (Білоцерківець, Рогачов, Литвиненко), 10:3 (Білоцерківець, Рогачов, Кісельов, Журба - 2, Шамлі, Шпигар - 2, Овсянніков, Д. Бондар - С. Рибак, Калуков, Фетько), 6:0 (Д. Сорокін, Овсянніков - 3, Д. Бондар, Шпигар)

| 1 | Дмитро Калуков  | Спортлідер+ | 29 |
| 2 | Сергій Рибак    | Спортлідер+ | 20 |
| 3 | Роман Бакум     | Приват      | 19 |
| 4 | Валентин Цвелих | Лукас       | 18 |
| 5 | Антон Тарасенко | Лукас       | 17 |